# Bathyconchoecia paulula
Bathyconchoecia paulula är en kräftdjursart som beskrevs av Deevey 1968. Bathyconchoecia paulula ingår i släktet Bathyconchoecia och familjen Halocyprididae. Inga underarter finns listade.